# Focus stratégique
 (mai 2025).
Focus stratégique est une collection électronique publiée par le Centre des études de sécurité et le Laboratoire de Recherche sur la Défense de l'IFRI. Fondée [Quand ?], cette collection traite de toutes les questions de défense et de sécurité, sauf de dissuasion nucléaire et de prolifération des armes de destruction massive (ADM). Ces thématiques font en effet l'objet d'une collection spécifique, Proliferation Papers. Les articles qui composent la collection Focus stratégique sont publiés en français ou en anglais.